# ND1
ND1 (англ. NADH dehydrogenase, subunit 1 (complex I)) – білок, який кодується однойменним геном, який у людей є частиною мітохондріальної ДНК. Довжина поліпептидного ланцюга білка становить 318 амінокислот, а молекулярна маса — 35 661.
| 10         |  | 20         |  | 30         |  | 40         |  | 50         |
| ---------- |  | ---------- |  | ---------- |  | ---------- |  | ---------- |
| MPMANLLLLI |  | VPILIAMAFL |  | MLTERKILGY |  | MQLRKGPNVV |  | GPYGLLQPFA |
| DAMKLFTKEP |  | LKPATSTITL |  | YITAPTLALT |  | IALLLWTPLP |  | MPNPLVNLNL |
| GLLFILATSS |  | LAVYSILWSG |  | WASNSNYALI |  | GALRAVAQTI |  | SYEVTLAIIL |
| LSTLLMSGSF |  | NLSTLITTQE |  | HLWLLLPSWP |  | LAMMWFISTL |  | AETNRTPFDL |
| AEGESELVSG |  | FNIEYAAGPF |  | ALFFMAEYTN |  | IIMMNTLTTT |  | IFLGTTYDAL |
| SPELYTTYFV |  | TKTLLLTSLF |  | LWIRTAYPRF |  | RYDQLMHLLW |  | KNFLPLTLAL |
| LMWYVSMPIT |  | ISSIPPQT   |  |            |  |            |  |            |

A: Аланін

D: Аспарагінова кислота

E: Глутамінова кислота

F: Фенілаланін

G: Гліцин

H: Гістидин

I: Ізолейцин

K: Лізин

L: Лейцин

M: Метіонін

N: Аспарагін

P: Пролін

Q: Глутамін

R: Аргінін

S: Серин

T: Треонін

V: Валін

W: Триптофан

Кодований геном білок за функцією належить до оксидоредуктаз. 
Задіяний у таких біологічних процесах, як транспорт, транспорт електронів, дихальний ланцюг. 
Білок має сайт для зв'язування з НАД, убіхіноном. 
Локалізований у мембрані, мітохондрії, внутрішній мембрані мітохондрії.